# Urinering

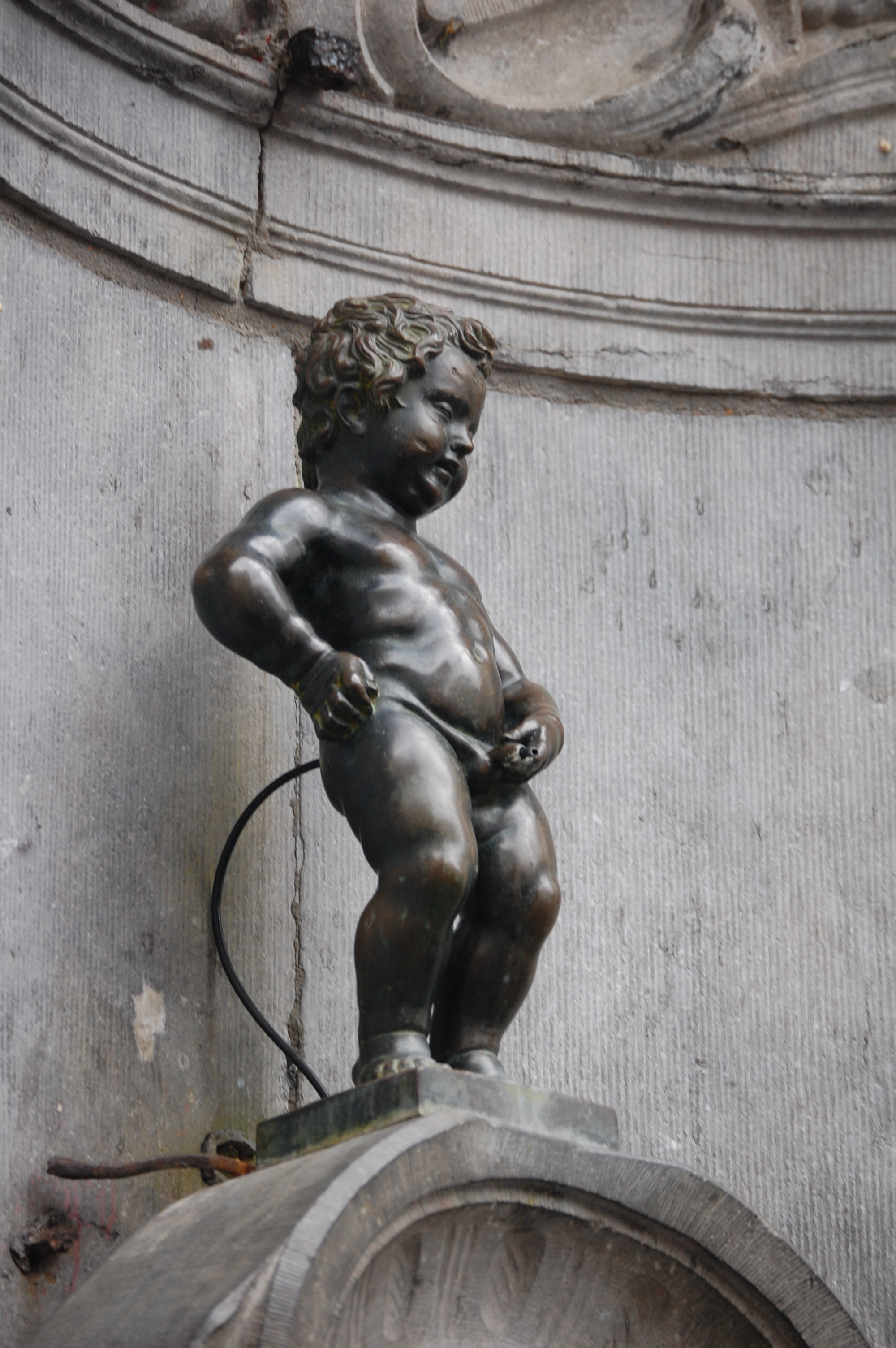
Manneken Pis.

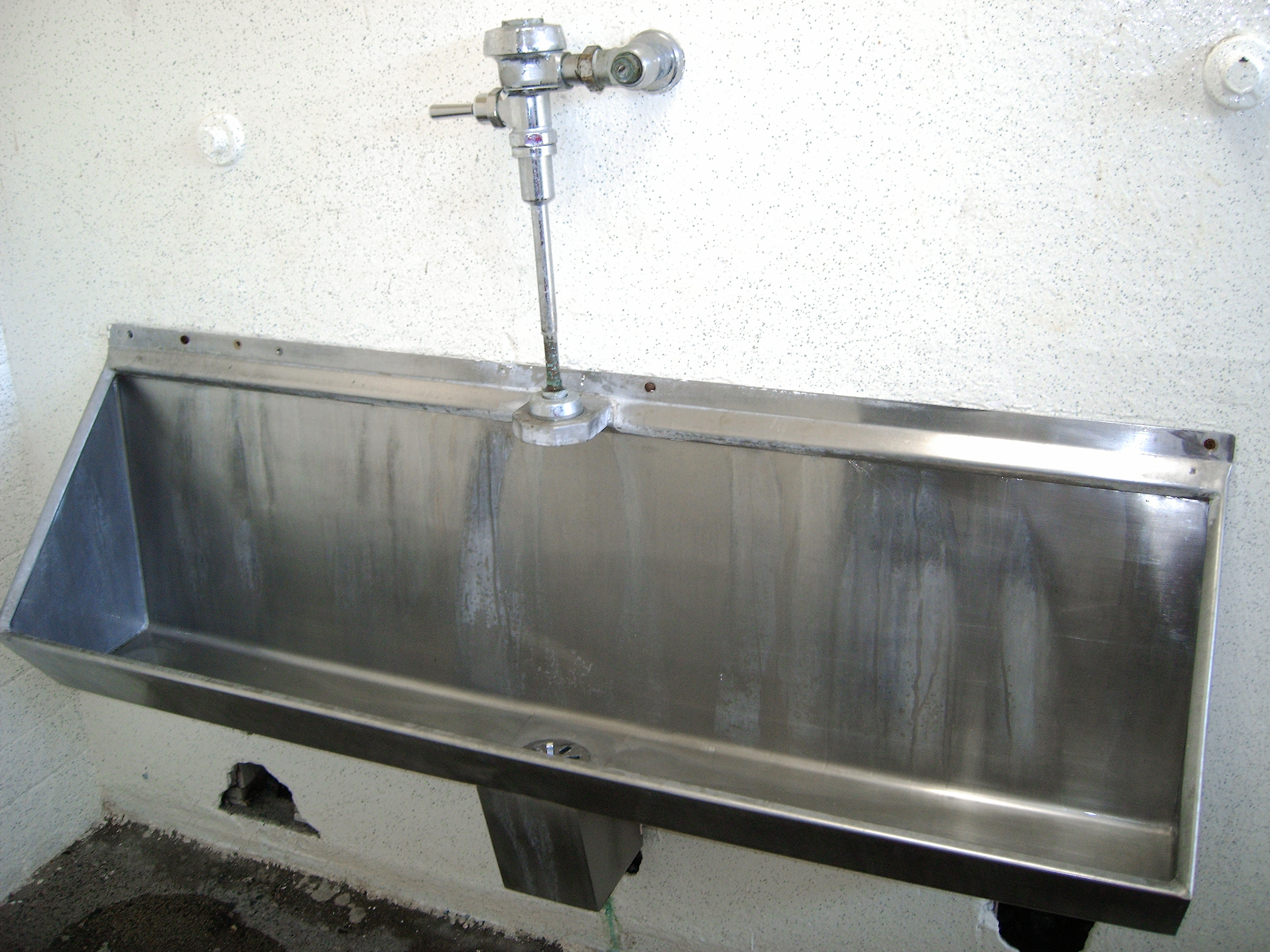
En urinoar.

Urinering, vattenkastning (vardagligt att kissa) är däggdjurens sätt att tömma urinblåsan på dess urin så att den lämnar kroppen. Tillvägagångssättet är att först öppna slutmuskeln vid urinrörets mynning och sedan pressa på muskulaturen runt urinblåsan, så att urinen pressas ut genom urinröret.
Hos hannen används också urinledaren för uttömning av sädesvätska och mynnar i penis. Hos honan mynnar urinledaren i bäckenhålan strax framför slidan. Skillnaden i anatomi gör att medicinska komplikationer i samband med urinering och sättet urinering utförs på skiljer sig åt mellan könen, speciellt för de tvåbenta däggdjuren som människan.
För mänsklig urinering används många uttryck vid sidan av de mer etablerade att urinera och att kissa. Finare omskrivning är att kasta vatten. Synonym till kissa är att pissa och att pinka, som också används mer allmänt. Andra mer informella vardagliga uttryck är slå en drill och slå en sjua.
Den medicinska termen är miktion och verbformen är miktera, av latinets mingo, "kasta vatten".

## Olika bruk och vanor vid mänsklig urinering

### Män
För mannen/pojken är det naturligt att urinera stående, åtminstone tills strålen försvagas i medelåldern (se mer om detta nedan). Nuförtiden är det också vanligt att urinera sittande, särskilt i vissa länder liksom Japan, Tyskland och Sverige.
Före vattenklosetternas tid var det vanligt att männen urinerade på annat ställe än avträdet, ibland på speciella urinoarer, men också ofta direkt i naturen/bakom knuten. Det var vanligt att männen urinerade i grupp, och speciellt för pojkar i skolåldern kunde detta kombineras med lekar/tävlingar om vem som kunde kissa längst och eller högst.
Att urinera stående i vattenklosetter innebär ibland spill på sittringen och bredvid. Det finns också studier som visar att det kan vara medicinskt fördelaktigt för män att kissa sittande; muskler kring bäckenet och ländryggen slappnar då av, vilket underlättar fullständig tömning av urinblåsan.

### Kvinnor
För kvinnan/flickan är det naturligaste sättet att urinera att göra det hukande eller sittande. Det har också vanligtvis varit kopplat till en större önskan om att göra det avskilt än för männen, varför avträdet eller potta oftast föredrogs framför att urinera ute i naturen. Det var också mer ovanligt med kollektivt kissande bland kvinnor och lekar/tävlingar i samband med urinerandet är nästan okänt.
I vissa situationer, till exempel vid mycket kall väderlek, har det varit önskvärt för kvinnor att kunna urinera stående. 
| ”                             | Jag minns att de gamla berättade om kvinnor som följde sina män ut till skogen. De drog stocksågen eller hjälpte till med timmerkörningen. I bakfickan på vadmalsbyxorna hade de 'pisshornet' ett tjurhorn de stack in i byxorna när de skulle kissa. På det viset slapp de dra ner byxorna när det var kallt. | „ |
| – Rolf Rubertsson, Gardsjönäs | |   |

### Speciella situationer
För urinering på natten och vid sjukdom användes och används fortfarande potta av både män och kvinnor. Vid mycket kallt väder kunde det också för båda könen vara plågsamt att gå långt från huset för urinering och även då kunde potta användas eller också skedde i många fall urineringen just utanför farstukvisten.

## Medicinska komplikationer vid urinering
Ofrivilligt urinläckage eller urininkontinens kan drabba bägge könen men fler kvinnor har detta besvär, ofta som en följd av en förlossning.
Svårigheter att få urinen att passera urinröret drabbar män som en konsekvens av förstorad prostata. Denna komplikation är mycket vanlig bland äldre och många medelålders män och innebär att den starka stråle som urinerande yngre män har ersätts av en svagare som också gärna avslutas i ett droppande, vilket gör det stående urinerandet mindre attraktivt. I svåra fall kan urinutdrivning via kateter bli nödvändig.